# شمالكالدن
اشمالكالدن (بالألمانية: Schmalkalden) هي مدينة في مقاطعة اشمالكالدن-مينينغن و تقع في حدود فرنكونيا إلي الجنوب من ولاية تورينغن الألمانية.

## توأمة
لاشمالكالدن اتفاقيات توأمة مع كل من:
- فايبلينغن
- ركلنهاوزن
- رمشايد
- مونتانا

## معرض صور

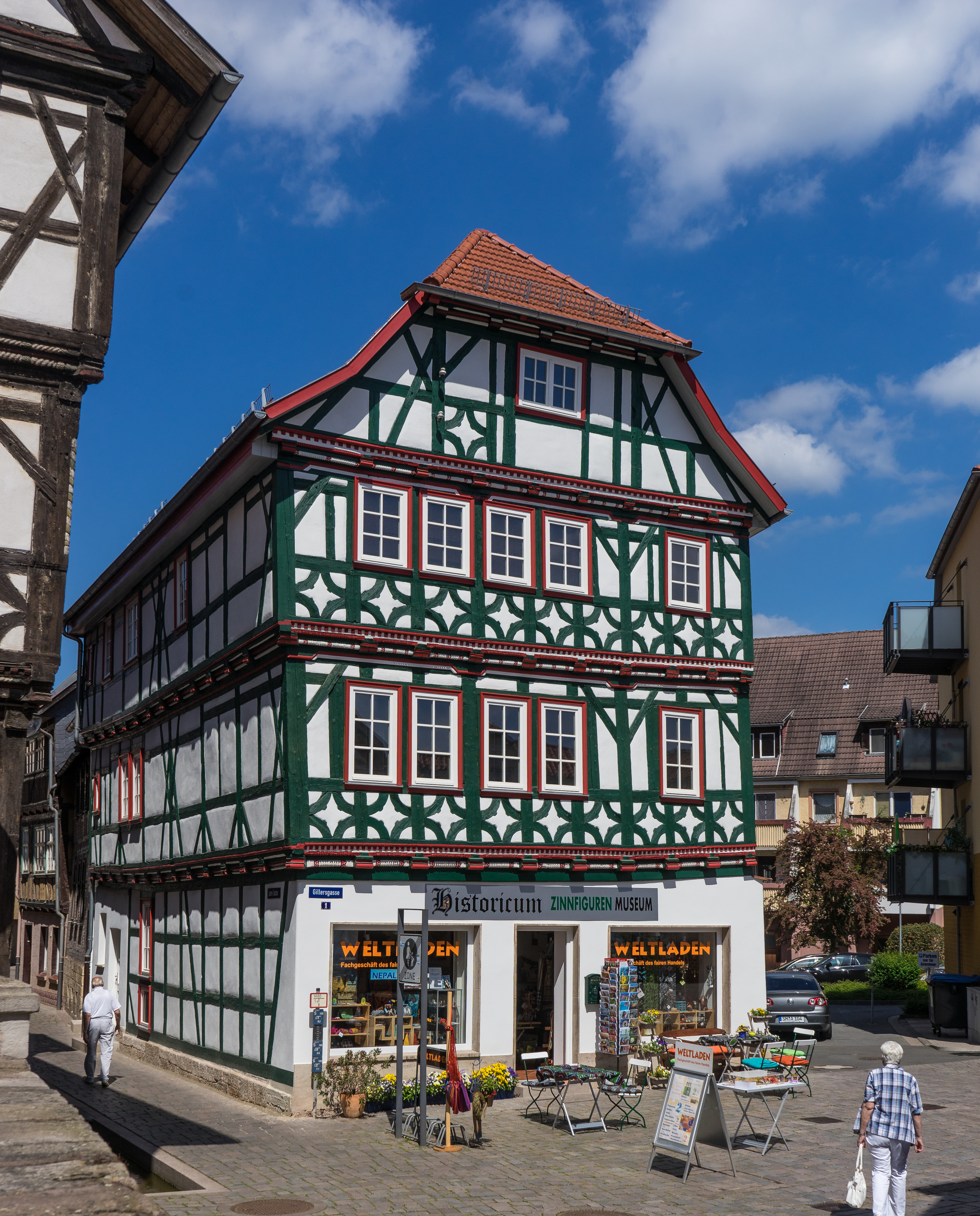
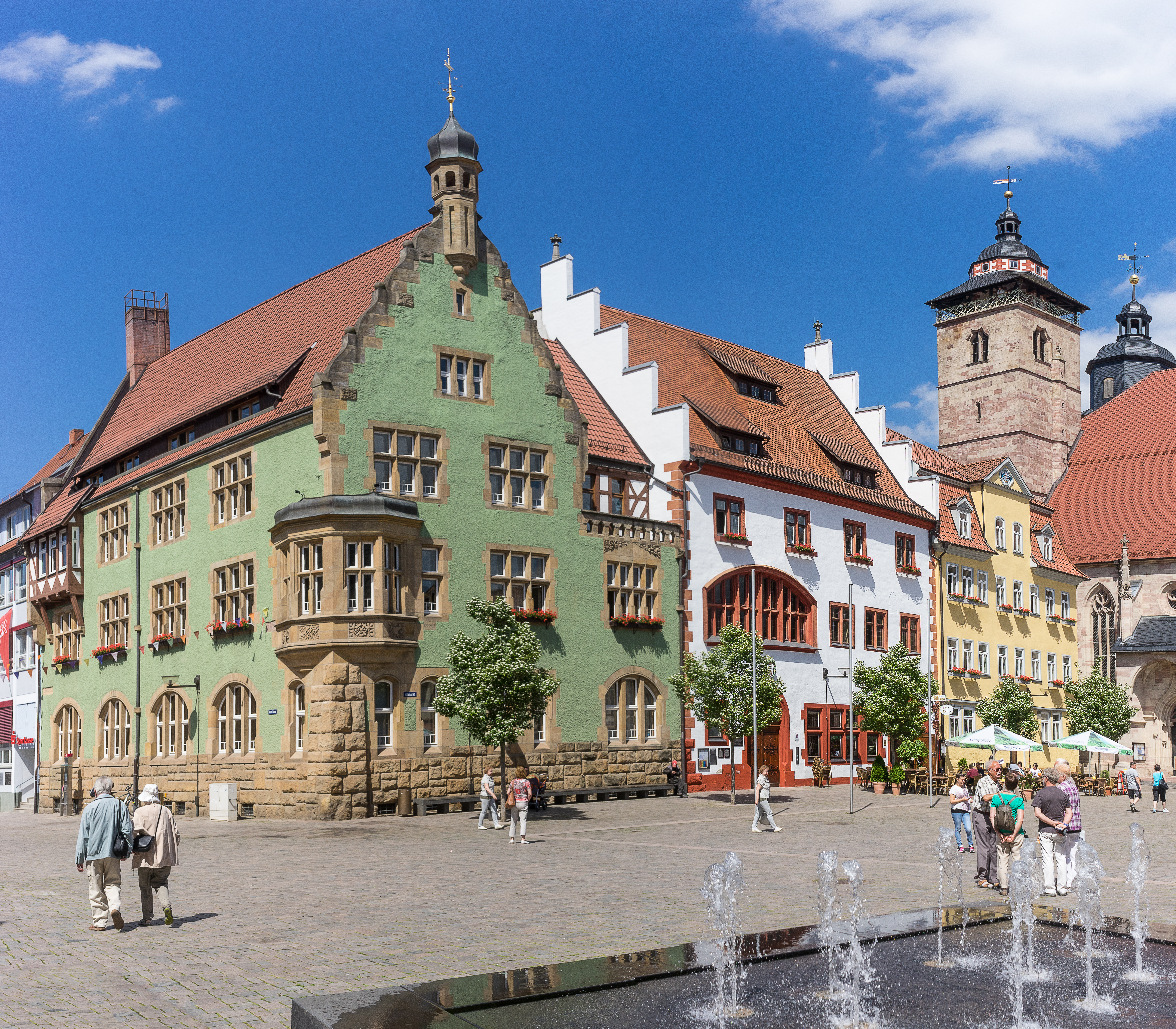
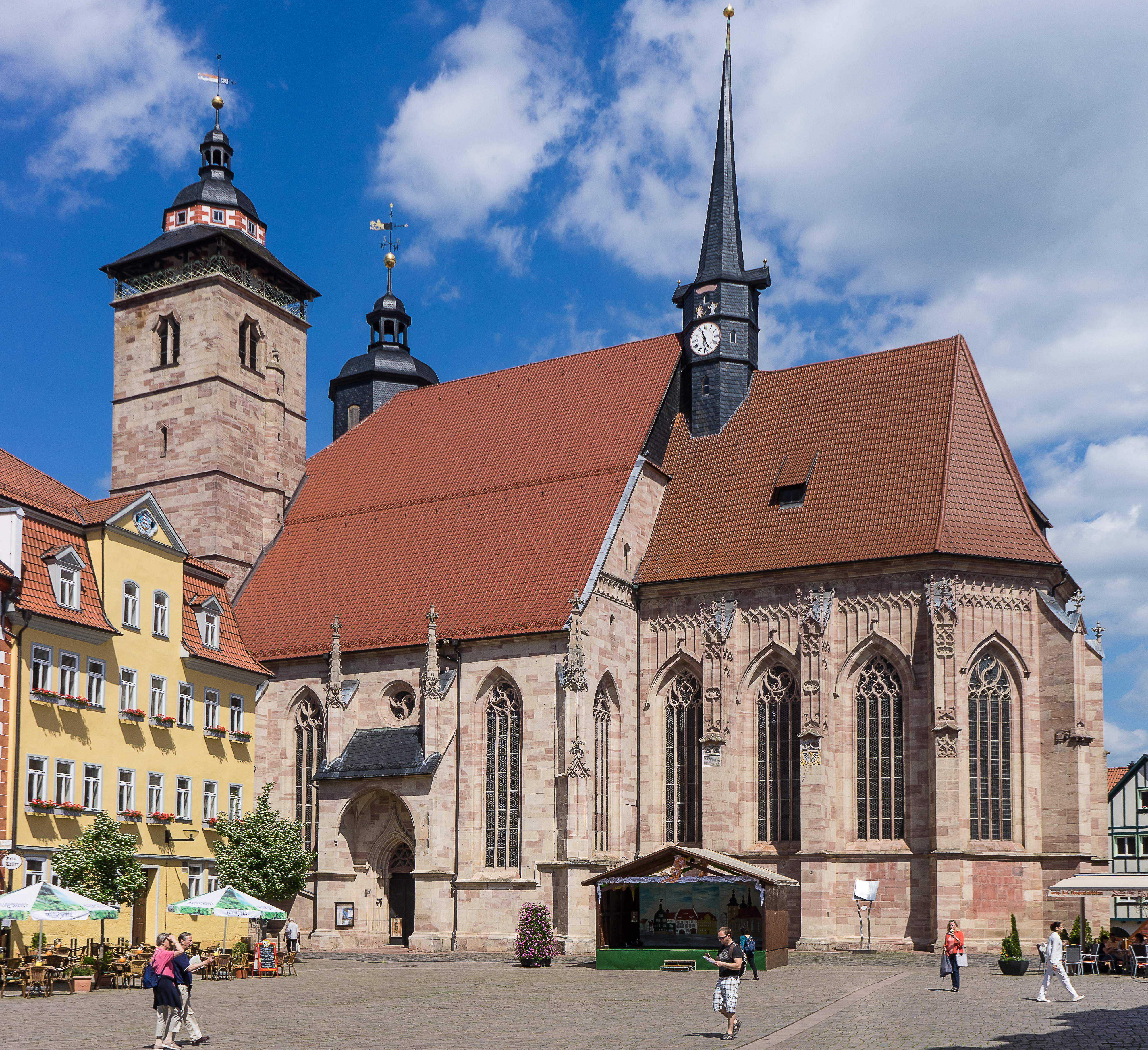
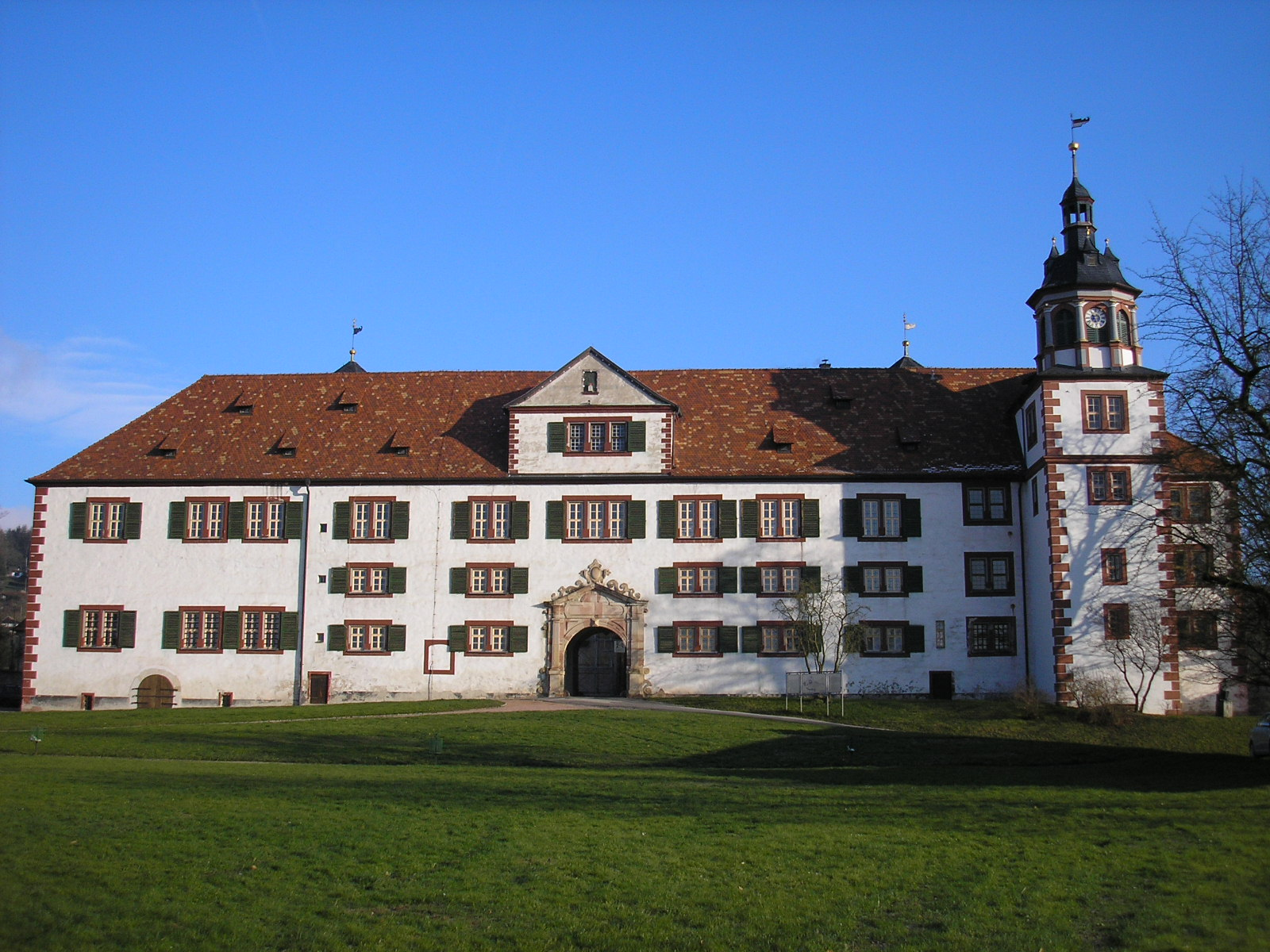
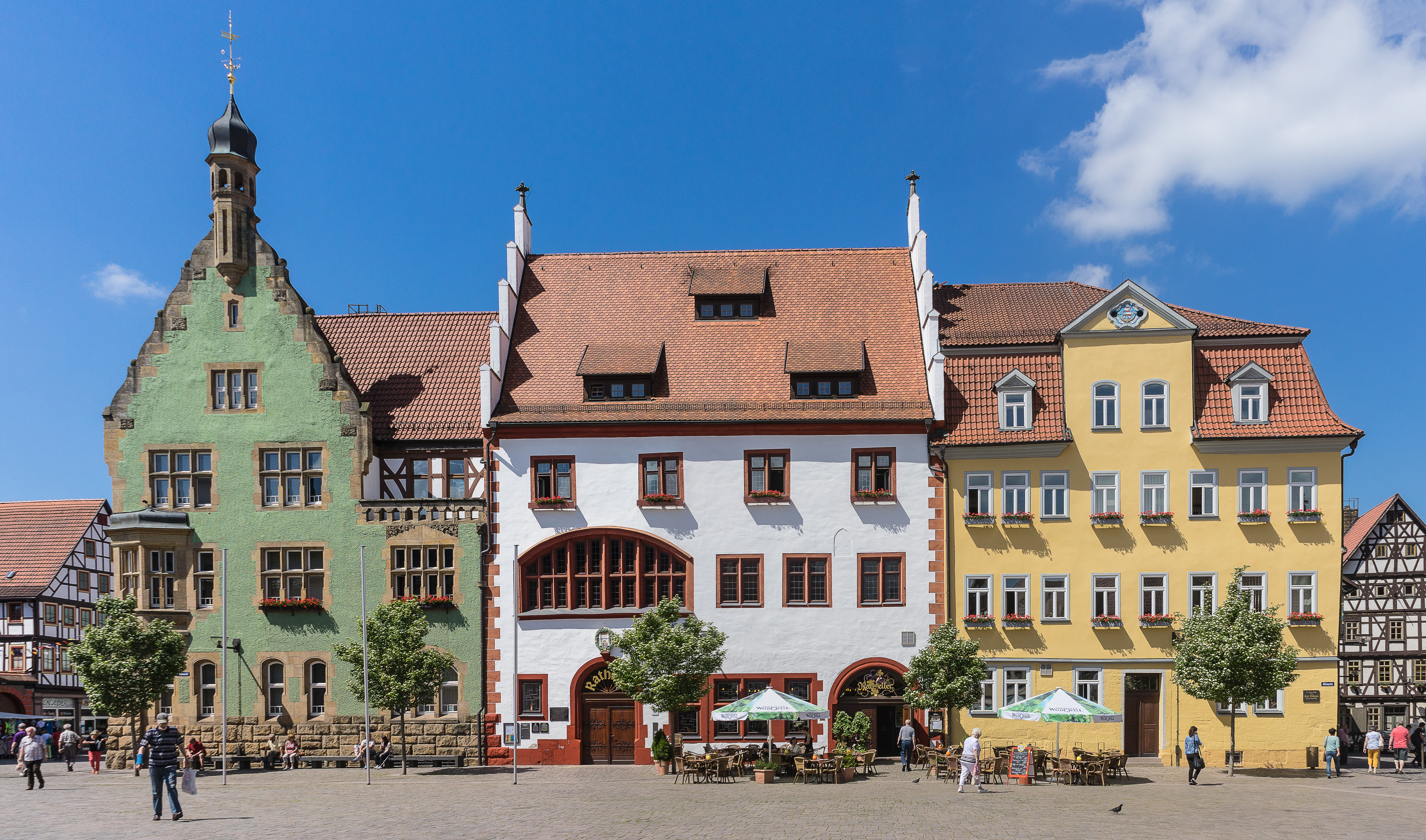
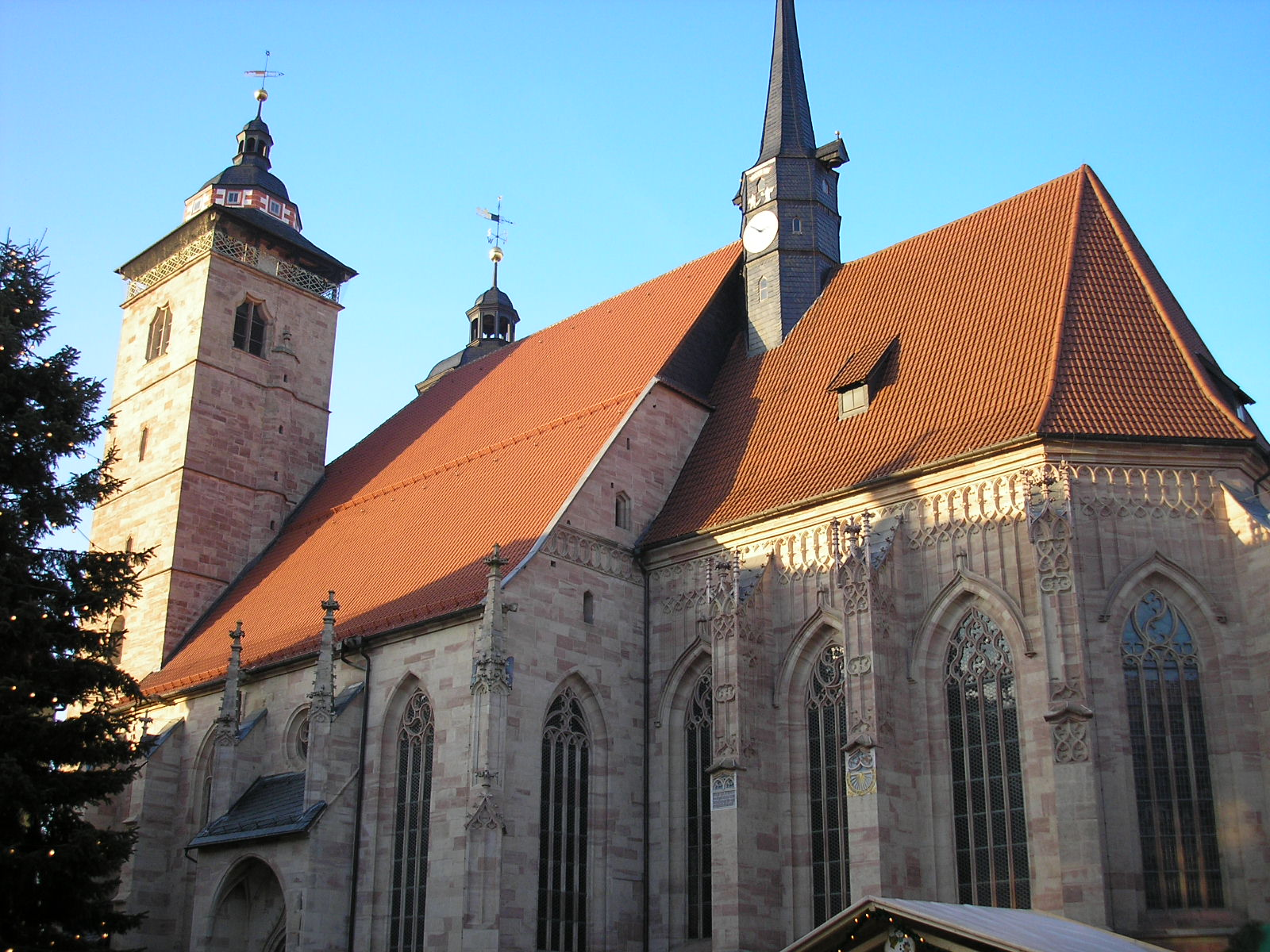

## أعلام
- كارل ويلهلم
- شتيفاني جاكوب
- سفين فيشر
- كريستن أولريش
- الكسندر وولف